# A.J. Bramlett
Aaron Jordon Bramlett, detto A.J. (DeKalb, 10 gennaio 1977), è un ex cestista statunitense, professionista nella NBA e in Europa.

## Carriera
È stato selezionato dai Cleveland Cavaliers al secondo giro del Draft NBA 1999 (39ª scelta assoluta).

## Palmarès
- Campione NCAA (1997)
- Liga catalana: 2

Lleida: 2002, 2003
- Campionato lettone: 1

ASK Rīga: 2006-07